# کوزاوا
کوزاوا (به لهستانی:  Kuzawa) یک روستا در لهستان است که در گمینا چرمخا واقع شده‌است.